# Striatolamia
Striatolamia is een monotypisch geslacht van uitgestorven haaien, dat leefde van het Paleoceen tot het Laat-Mioceen en is nauw verwant met de huidige zandhaai.

## Beschrijving
De tanden van deze 350 cm lange haai bevatten smalle, taps toelopende kronen. De vorm van de kronen aan de zijkanten en achter in de bek was driehoekig. Het labiale oppervlak was voorzien van fijne, gewelfde lijnen, ook wel striae genoemd. Beiderzijds van de kroon bevond zich een enkele punt. Dit punt kon ofwel conisch ofwel breed en plat zijn.
De voortanden van Striatolamia macrota hebben kleinere wortels dan die van Striatolamia striata, en ze zijn vaak teruggebogen. Een ander verschil tussen deze twee soorten is de lengte van de tanden. De tanden van striata zijn over het algemeen kleiner (13 tot 51 millimeter) dan die van macrota (19 tot 38 millimeter).

## Verspreiding en habitat
De meest verspreide soorten zijn Striatolamia striata en Striatolamia macrota. Fossiele tanden en verkalkte wervels van Striatolamia soorten zijn over de hele wereld gevonden. Deze haaien leefden in wateren met een laag zoutgehalte.